# أرفيد بيرنبوم
أرفيد بيرنبوم (بالألمانية: Arved Birnbaum) هو ممثل ألماني، ولد في 1962 في كوتبوس في ألمانيا.

## أعمال

### أفلام
- (2011) اوشفيتز
- (2011) بلوبوريلا[5]
- (2011)  الرايخ الثالث

## وصلات خارجية
- أرفيد بيرنبوم على موقع IMDb (الإنجليزية)
- أرفيد بيرنبوم على موقع ألو سيني (الفرنسية)
- أرفيد بيرنبوم على موقع أول موفي (الإنجليزية)
- أرفيد بيرنبوم على موقع قاعدة بيانات الأفلام السويدية (السويدية)
- أرفيد بيرنبوم على موقع قاعدة بيانات الفيلم (الإنجليزية)
- أرفيد بيرنبوم على موقع كينوبويسك (الروسية)